# Équipe de Corée du Sud de football à la Coupe des confédérations 2001
L'équipe de Corée du Sud de football participe à sa 1re Coupe des confédérations lors de l'édition 2001 qui se tient au Japon et en Corée du Sud, du 31 mai au 10 juin 2001. Elle se rend à la compétition en tant que nation hôte.

## Résumé
Après un faux départ face aux Bleus (5-0), la Corée du Sud rectifie le tir en dominant le Mexique (2-1) et l'Australie (1-0). Généreuse et volontaire, la sélection du pays du matin-calme offre un visage plaisant par son engagement offensif mais son lourd premier revers lui coûte sa place au second tour.

## Résultats

### Phase de groupe
|   | Équipe       | Pts | J | G | N | P | BP | BC | Diff |
| - | ------------ | --- | - | - | - | - | -- | -- | ---- |
| 1 | France       | 6   | 3 | 2 | 0 | 1 | 9  | 1  | +8   |
| 2 | Australie    | 6   | 3 | 2 | 0 | 1 | 3  | 1  | +2   |
| 3 | Corée du Sud | 6   | 3 | 2 | 0 | 1 | 3  | 6  | -3   |
| 4 | Mexique      | 0   | 3 | 0 | 0 | 3 | 1  | 8  | -7   |

| 30 mai 2001   | France       | 5 | 0 | Corée du Sud |
| 1er juin 2001 | Corée du Sud | 2 | 1 | Mexique      |
| 3 juin 2001   | Corée du Sud | 1 | 0 | Australie    |

| 30 mai 2001                       | France                                                            | 5 - 0 | Corée du Sud | Daegu World Cup Stadium, Daegu                     |                                                    |
| 17:00 · Historique des rencontres | Marlet 9e · Vieira 19e · Anelka 34e · Djorkaeff 80e · Wiltord 90e |       |              | Spectateurs : 61 500 Arbitrage : Gamal Al-Ghandour | Spectateurs : 61 500 Arbitrage : Gamal Al-Ghandour |
| 17:00 · Historique des rencontres | Rapport                                                           |       |              | Spectateurs : 61 500 Arbitrage : Gamal Al-Ghandour | Spectateurs : 61 500 Arbitrage : Gamal Al-Ghandour |

| 1er juin 2001                     | Corée du Sud                           | 2 - 1 | Mexique  | Munsu Cup Stadium, Ulsan                     |                                              |
| 19:30 · Historique des rencontres | Hwang Sun-hong 56e · Yoo Sang-chul 90e |       | Ruíz 80e | Spectateurs : 41 550 Arbitrage : Hugh Dallas | Spectateurs : 41 550 Arbitrage : Hugh Dallas |
| 19:30 · Historique des rencontres | Rapport                                |       |          | Spectateurs : 41 550 Arbitrage : Hugh Dallas | Spectateurs : 41 550 Arbitrage : Hugh Dallas |

| 3 juin 2001                       | Corée du Sud       | 1 - 0 | Australie | Suwon World Cup Stadium, Suwon              |                                             |
| 19:30 · Historique des rencontres | Hwang Sun-hong 25e |       |           | Spectateurs : 42 754 Arbitrage : Óscar Ruiz | Spectateurs : 42 754 Arbitrage : Óscar Ruiz |
| 19:30 · Historique des rencontres | Rapport            |       |           | Spectateurs : 42 754 Arbitrage : Óscar Ruiz | Spectateurs : 42 754 Arbitrage : Óscar Ruiz |

## Effectif
Sélectionneur :  Guus Hiddink
| No. | Pos.      | Joueur         | Date de naissance et âge | Sélec. | Club                    |
| --- | --------- | -------------- | ------------------------ | ------ | ----------------------- |
| 1   | Gardien   | Lee Woon-Jae   | 26 avril 1973            |        | Gwangju Sangmu Phoenix  |
| 2   | Défenseur | Kang Chul      | 2 novembre 1971          |        | LASK Linz               |
| 3   | Défenseur | Choi Sung-yong | 25 décembre 1975         |        | LASK Linz               |
| 4   | Défenseur | Song Chong-Gug | 20 février 1979          |        | Busan I'cons            |
| 5   | Défenseur | Park Yong-ho   | 25 mars 1981             |        | Anyang LG Cheetahs      |
| 6   | Milieu    | Yoo Sang-Chul  | 18 octobre 1971          |        | Kashiwa Reysol          |
| 7   | Défenseur | Kim Tae-Young  | 8 novembre 1970          |        | Chunnam Dragons         |
| 8   | Milieu    | Yoon Jong-Hwan | 16 février 1973          |        | Cerezo Osaka            |
| 9   | Attaquant | Kim Do-Hoon    | 21 juillet 1970          |        | Chonbuk Hyundai Motors  |
| 10  | Attaquant | Choi Yong-Soo  | 10 septembre 1973        |        | JEF United Ichihara     |
| 11  | Attaquant | Seol Ki-Hyeon  | 8 janvier 1979           |        | Royal Antwerp FC        |
| 12  | Gardien   | Kim Yong-dae   | 11 octobre 1979          |        | Yonsei University       |
| 13  | Défenseur | Seo Deok-Kyu   | 22 octobre 1978          |        | Ulsan Hyundai           |
| 14  | Milieu    | Seo Jung-Won   | 14 août 1975             |        | Suwon Samsung Bluewings |
| 15  | Défenseur | Lee Min-Sung   | 23 juin 1973             |        | Gwangju Sangmu Phoenix  |
| 16  | Attaquant | An Hyo-Yeon    | 16 avril 1978            |        | Kyoto Purple Sanga      |
| 17  | Milieu    | Ha Seok-ju     | 20 février 1968          |        | Pohang Steelers         |
| 18  | Attaquant | Hwang Sun-Hong | 14 juillet 1968          |        | Kashiwa Reysol          |
| 19  | Milieu    | Lee Young-Pyo  | 23 avril 1977            |        | Anyang LG Cheetahs      |
| 20  | Défenseur | Hong Myung-Bo  | 12 février 1969          |        | Kashiwa Reysol          |
| 21  | Milieu    | Park Ji-Sung   | 25 février 1981          |        | Kyoto Purple Sanga      |
| 22  | Milieu    | Ko Jong-Su     | 30 octobre 1978          |        | Suwon Samsung Bluewings |
| 23  | Gardien   | Choi Eun-Sung  | 5 avril 1971             |        | Daejeon Citizen         |

## Navigation